# Jean Iacobescu
Jean Iacobescu (numele de scenă al lui Ioan Iacubovici, n. 29 mai 1914, Cernăuți – d. 14 mai 1985, București) a fost un celebru chansonetist, compozitor și dirijor român de origine armeană. 

## Biografie
Pe numele său real Ioan Iacubovici, provenea dintr-o veche familie nobiliară armenească din Cernăuți. 
După ce a urmat studiile secundare și universitare la Conservatorul din Cernăuți, Jean Iacobescu se lansează în muzică.
Pe 7 mai 1943, la numai 29 de ani, Jean Iacobescu este invitat Inspectoratul regional de propagandă pentru Bucovina din Cernăuți să participe, alături de maestrul George Enescu, la festivalul organizat din spitalul Central din Cernăuți în folosul răniților de război. 
Datorită acestui concert devine extrem de cunoscut și se stabilește la București unde, la sfârșitul aceluiași an, în noiembrie 1943, începe să susțină o serie de concerte de jazz acompaniat de orchestrele Gaston Ursu, Grigore Albin, James Cook, Florentin Delmar, Nicu Stănescu și Constantin Bârsan. 
Datorită succesului obținut, începând cu luna martie a anului 1959 este invitat și în emisiunile difuzate de Televiziunea Română și Radiodifuziune, unde a interpretat muzică vieneză, romanțe și melodii populare românești.
Cu acest prilej, Casa de discuri „Electrecord“ îi oferă ocazia să înregistreze un EP conținând o selecție din cele mai frumoase cântece vieneze, disc ce se va bucura de un foarte mare succes.
Jean Iacobescu se stinge din viață la București, pe 14 mai 1985, în locuința sa din strada Județului nr. 15. Este înmormântat la Cimitirul Bellu Catolic.

## Discografie
- Potpuriu De Cîntece Populare (Electrecord, 1964)
- Muzică Vieneză (Electrecord, 1965)